# Tetramorium tonganum
Tetramorium tonganum är en myrart som beskrevs av Mayr 1870. Tetramorium tonganum ingår i släktet Tetramorium och familjen myror. Inga underarter finns listade i Catalogue of Life.

## Bildgalleri

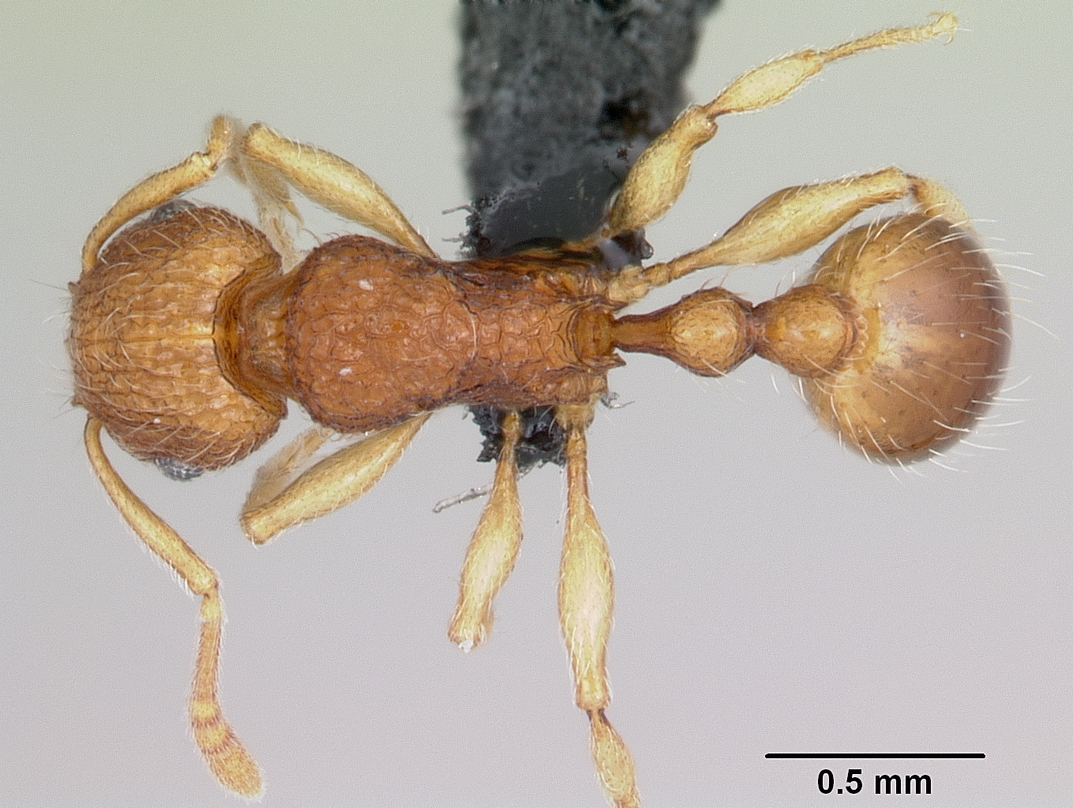
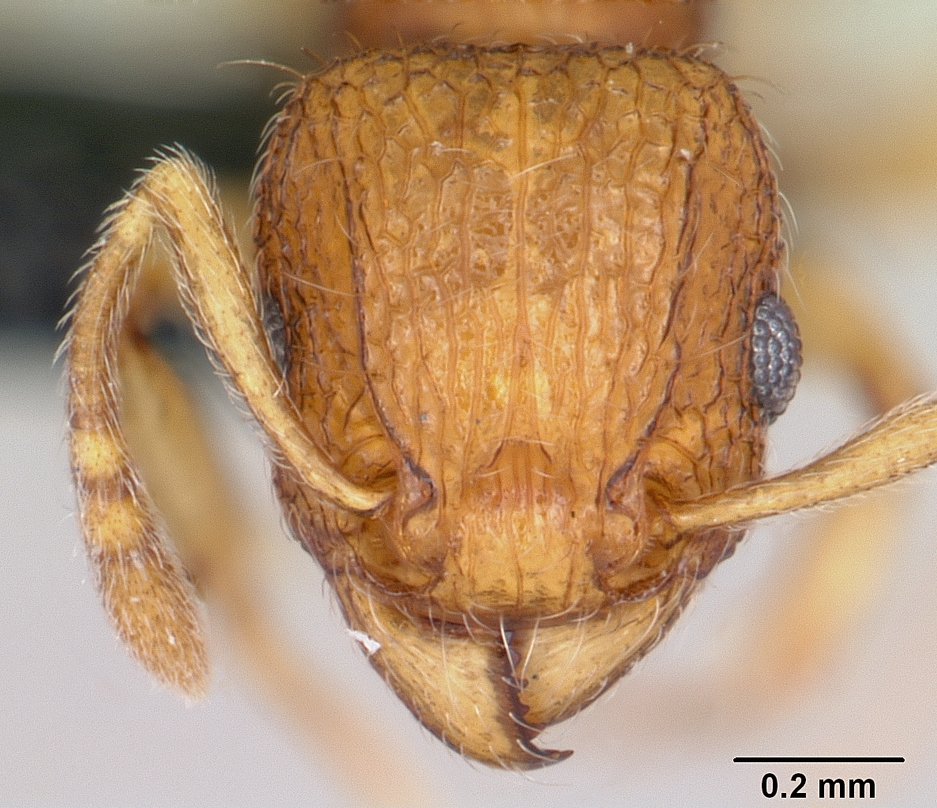
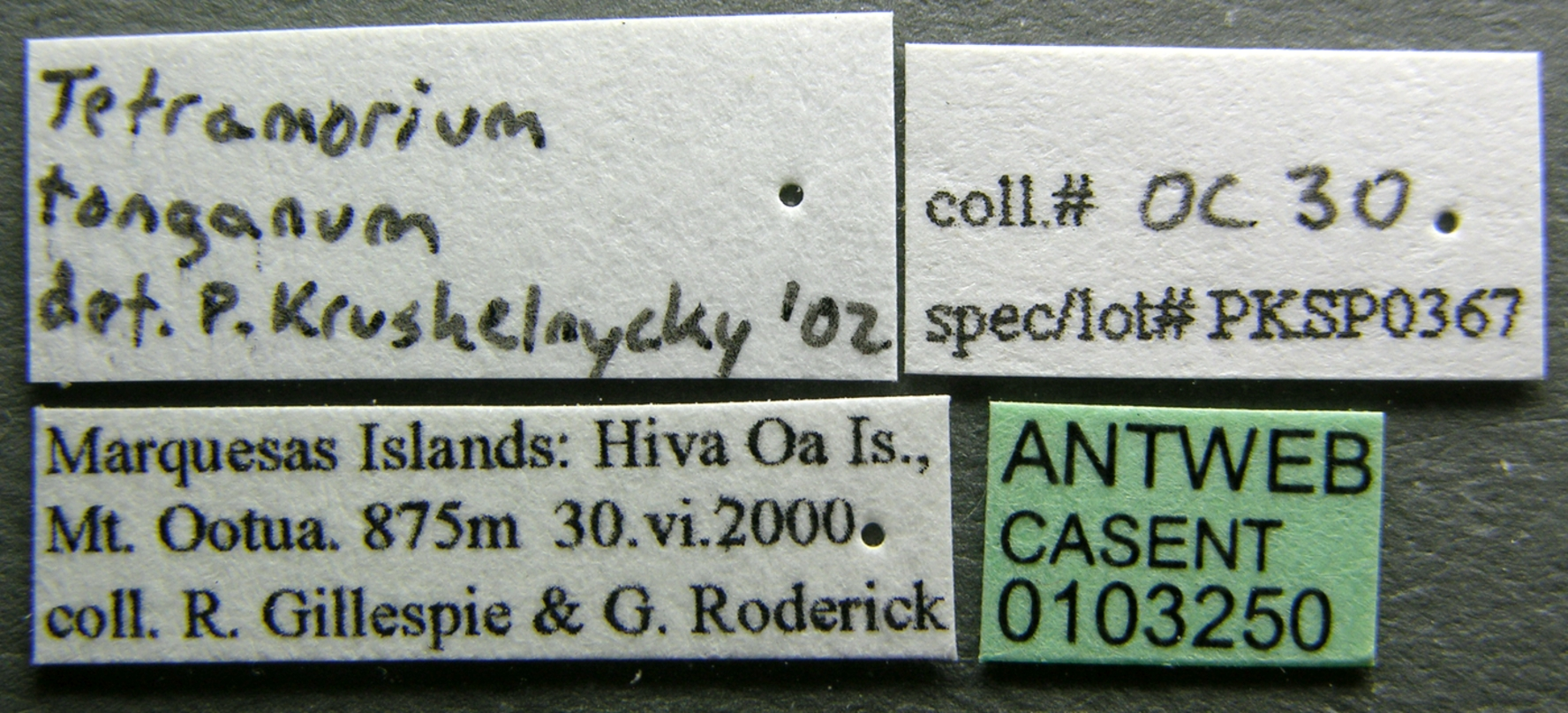
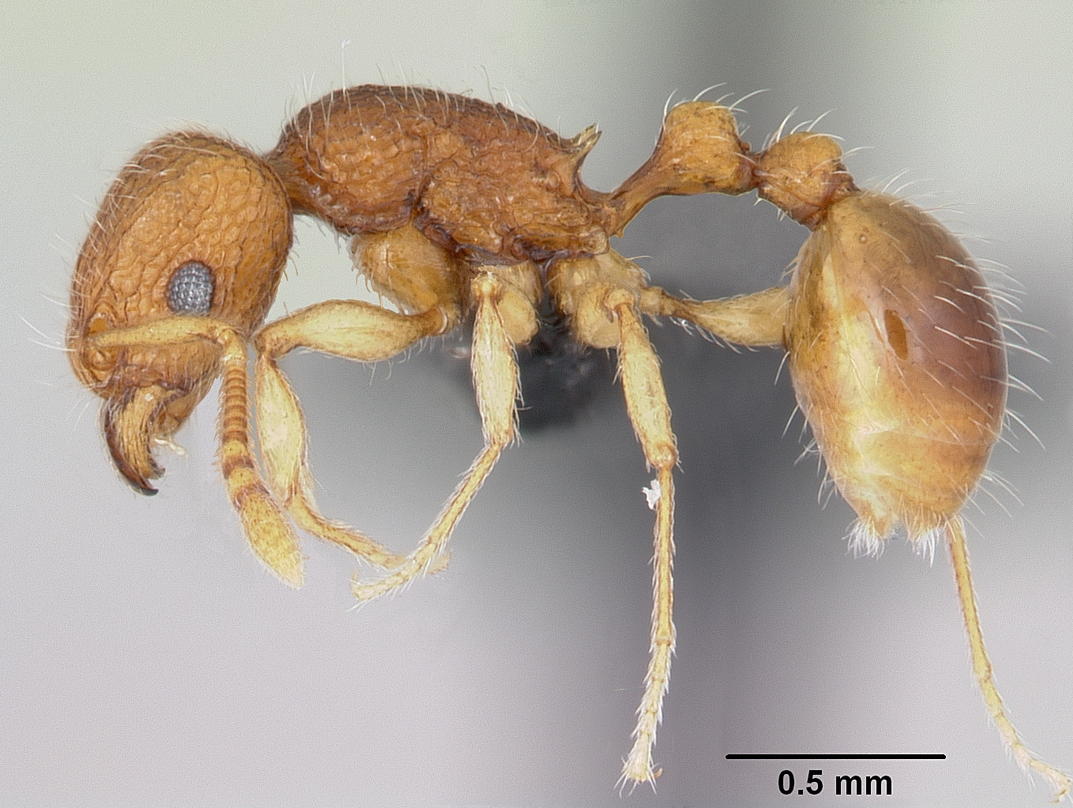